# Ministre du Logement, de l'Administration locale et du Patrimoine (Irlande)
Le ministre du Logement, de l'Administration locale et du Patrimoine (anglais : Minister for Housing, Local Government and Heritage, irlandais : An tAire Tithíochta, Rialtais Áitiúil agus Oidhreachta) est un ministre membre du gouvernement de l'Irlande.

## Liste des ministres
- Évoque des ministres par interim

| Ministre de l'Administration locale (1919–1924)                                                      |                             |                    |                   |       |                      |
| N°                                                                                                   | Nom                         | Dates du mandat    | Dates du mandat   | Parti | Parti                |
| 1.                                                                                                   | William T. Cosgrave         | 2 avril 1919       | 9 septembre 1922  |       | Sinn Féin            |
| 2.                                                                                                   | Ernest Blythe               | 30 aout 1922       | 15 octobre 1923   |       | Sinn Féin pro-traité |
| 3.                                                                                                   | Séamus Burke                | 15 octobre 1923    | 2 juin 1924       |       | Cumann na nGaedheal  |
| Ministre de l'Administration locale et de la Santé publique (1924–1947)                              |                             |                    |                   |       |                      |
| N°                                                                                                   | Nom                         | Dates du mandat    | Dates du mandat   | Parti | Parti                |
| | Séamus Burke                | 2 juin 1924        | 23 juin 1927      |       | Cumann na nGaedheal  |
| 4.                                                                                                   | Richard Mulcahy             | 23 juin 1927       | 9 mars 1932       |       | Cumann na nGaedheal  |
| 5.                                                                                                   | Seán T. O'Kelly             | 9 mars 1932        | 8 septembre 1939  |       | Fianna Fáil          |
| 6.                                                                                                   | P. J. Ruttledge             | 8 septembre 1939   | 14 aout 1941      |       | Fianna Fáil          |
| 7.                                                                                                   | Éamon de Valera par interim | 15 août 1941       | 18 août 1941      |       | Fianna Fáil          |
| 8.                                                                                                   | Seán MacEntee               | 18 aout 1941       | 22 janvier 1947   |       | Fianna Fáil          |
| Ministre de l'Administration publique (1947–1977)                                                    |                             |                    |                   |       |                      |
| N°                                                                                                   | Nom                         | Dates du mandat    | Dates du mandat   | Parti | Parti                |
| | Seán MacEntee               | 22 janvier 1947    | 18 février 1948   |       | Fianna Fáil          |
| 9.                                                                                                   | Timothy J. Murphy           | 18 février 1948    | 29 avril 1949     |       | Labour Party         |
| 10.                                                                                                  | William Norton par intérim  | 3 mai 1949         | 11 mai 1949       |       | Labour Party         |
| 11.                                                                                                  | Michael Keyes               | 11 mai 1949        | 13 juin 1951      |       | Labour Party         |
| 12.                                                                                                  | Paddy Smith (1er mandat)    | 13 juin 1951       | 2 juin 1954       |       | Fianna Fáil          |
| 13.                                                                                                  | Patrick O'Donnell           | 2 juin 1954        | 20 mars 1957      |       | Fine Gael            |
| | Paddy Smith (2e mandat)     | 20 mars 1957       | 27 novembre 1957  |       | Fianna Fáil          |
| 14.                                                                                                  | Neil Blaney                 | 27 novembre 1957   | 10 novembre 1966  |       | Fianna Fáil          |
| 15.                                                                                                  | Kevin Boland                | 10 novembre 1966   | 7 mai 1970        |       | Fianna Fáil          |
| 16.                                                                                                  | Bobby Molloy                | 9 mai 1970         | 14 mars 1973      |       | Fianna Fáil          |
| 17.                                                                                                  | James Tully                 | 14 mars 1973       | 5 juillet 1977    |       | Labour Party         |
| 18.                                                                                                  | Sylvester Barrett           | 5 juillet 1977     | 16 aout 1977      |       | Fianna Fáil          |
| Ministre de l'Environnement (1977–1997)                                                              |                             |                    |                   |       |                      |
| N°                                                                                                   | Nom                         | Dates du mandat    | Dates du mandat   | Parti | Parti                |
| | Sylvester Barrett           | 16 aout 1977       | 15 octobre 1980   |       | Fianna Fáil          |
| 19.                                                                                                  | Ray Burke (1er mandat)      | 15 octobre 1980    | 30 juin 1981      |       | Fianna Fáil          |
| 20.                                                                                                  | Peter Barry                 | 30 juin 1981       | 9 mars 1982       |       | Fine Gael            |
| | Ray Burke (2e mandat)       | 9 mars 1982        | 14 décembre 1982  |       | Fianna Fáil          |
| 21.                                                                                                  | Dick Spring                 | 14 décembre 1982   | 13 décembre 1983  |       | Labour Party         |
| 22.                                                                                                  | Liam Kavanagh               | 13 décembre 1983   | 14 février 1986   |       | Labour Party         |
| 23.                                                                                                  | John Boland                 | 14 février 1986    | 10 mars 1987      |       | Fine Gael            |
| 24.                                                                                                  | Pádraig Flynn               | 10 mars 1987       | 8 novembre 1991   |       | Fianna Fáil          |
| 25.                                                                                                  | John Wilson par interim     | 8 novembre 1991    | 14 novembre 1991  |       | Fianna Fáil          |
| 26.                                                                                                  | Rory O'Hanlon               | 14 novembre 1991   | 14 février 1992   |       | Fianna Fáil          |
| 27.                                                                                                  | Michael Smith               | 14 février 1992    | 14 décembre 1994  |       | Fianna Fáil          |
| 28.                                                                                                  | Brendan Howlin              | 14 décembre 1994   | 26 juin 1997      |       | Labour Party         |
| 29.                                                                                                  | Noel Dempsey                | 26 juin 1997       | 22 juillet 1997   |       | Fianna Fáil          |
| Ministre de l'Environnement et de l'Administration publique (1997–2002)                              |                             |                    |                   |       |                      |
| N°                                                                                                   | Nom                         | Dates du mandat    | Dates du mandat   | Parti | Parti                |
| | Noel Dempsey                | 22 juillet 1997    | 6 juin 2002       |       | Fianna Fáil          |
| Ministre de l'Environnement, du Patrimoine et de l'Administration publique (2002–2011)               |                             |                    |                   |       |                      |
| N°                                                                                                   | Nom                         | Entrée en fonction | Fin du mandat     | Parti | Parti                |
| 30.                                                                                                  | Martin Cullen               | 6 juin 2002        | 29 septembre 2004 |       | Fianna Fáil          |
| 31.                                                                                                  | Dick Roche                  | 29 septembre 2004  | 14 juin 2007      |       | Fianna Fáil          |
| 32.                                                                                                  | John Gormley                | 14 juin 2007       | 23 janvier 2011   |       | Green Party          |
| 33.                                                                                                  | Éamon Ó Cuív                | 23 janvier 2011    | 9 mars 2011       |       | Fianna Fáil          |
| Ministre de l'Environment et des Gouvernements communautaires et locaux (2011–2016)                  |                             |                    |                   |       |                      |
| N°                                                                                                   | Nom                         | Dates du mandat    | Dates du mandat   | Parti | Parti                |
| 34.                                                                                                  | Phil Hogan                  | 9 mars 2011        | 11 juillet 2014   |       | Fine Gael            |
| 35.                                                                                                  | Alan Kelly                  | 11 juillet 2014    | 6 mai 2016        |       | Labour Party         |
| Ministre du Logement, de la Planification et de l'Administration locale et communautaire (2016–2017) |                             |                    |                   |       |                      |
| N°                                                                                                   | Nom                         | Dates du mandat    | Dates du mandat   | Parti | Parti                |
| 36.                                                                                                  | Simon Coveney               | 6 mai 2016         | 14 juin 2017      |       | Fine Gael            |
| Ministre du Logement, de la Planification et de l'Administration locale (2017-2020)                  |                             |                    |                   |       |                      |
| N°                                                                                                   | Nom                         | Dates du mandat    | Dates du mandat   | Parti | Parti                |
| 37.                                                                                                  | Eoghan Murphy               | 14 juin 2017       | En poste          |       | Fine Gael            |
| 38                                                                                                   | Darragh O'Brien             | 27 juin 2020       | 30 septembre 2020 |       | Fianna Fáil          |
| Ministre du Logement, de l'Administration locale et du Patrimoine (depuis 2020)                      |                             |                    |                   |       |                      |
| N°                                                                                                   | Nom                         | Dates du mandat    | Dates du mandat   | Parti | Parti                |
| 38.                                                                                                  | Darragh O'Brien             | 30 septembre 2020  | 23 janvier 2025   |       | Fianna Fáil          |
| 39.                                                                                                  | James Browne                | 23 janvier 2025    | en cours          |       | Fianna Fáil          |